# جيرايا
جيرايا (自来也) هي شخصية خيالية في سلسلة مانغا وأنمي ناروتو ألفها ماساشي كيشيموتو. ظهرت الشخصية في الجزء الأول من السلسلة، وكان تلميذًا للشهاب الثالث هيروزين ساروتوبي وأحد السانين الثلاثة - بالإضافة إلى أوروتشيمارو وتسونادي. يظهر جيرايا رجلا كبيرًا منحرفًا والذي يعود كل فترة إلى قريته الأم قرية الورق المخفية، بتقارير عن أوروتشيمارو ومنظمة الأكاتسكي. يُطلق عليه أيضًا "ناسك العلاجيم" أو "الناسك المنحرف"، وهو معلم الشهاب الرابع ميناتو ناميكازي وأصبح لاحقًا الأب الروحي لابن ميناتو ناروتو أوزوماكي.
ظهر جيرايا في فيلمين لناروتو، وهو متاح للعب به في معظم ألعاب السلسلة. صدرت قطع عدة سلع مبنية عليه. تلقت الشخصية نقدًا بالإيجاب، وأشاد بها النقاد وبتقديمها في القصة وكذلك بعلاقتها ببطل السلسلة ناروتو. من بين كل علاقات الطلبة ومعلميهم في السلسلة، فإن العلاقة بينه وبين ناروتو هي العلاقة المفضلة لمؤلف السلسلة كيشيموتو. وهو بمثابة أب لناروتو.

## التأليف والابتكار
خطر اسم جيرايا على بال مؤلف المانغا ماساشي كيشيموتو استنادًا إلى كابوكي. صوَّره المؤلف ساحرًا بسمات ضفادع. ومنحه نمط خطب حماسية وحادة وبالأخص المتعلقة بمسحريات الكابوكي القديمة. صرح كيشيموتو أن جيرايا "يجعل كل شيء ملونًا" لأنه أحد الشخصيات القليلة التي تحب الحديث. فالنسبة لروابط الشخصية في القصة، قد سلط كيشيموتو الضوء على موت الشخصية أثناء القتال ضد بين؛ إذ أنه في لحظاته الأخيرة قد اكتشف حقيقة أجساد بين المتعددة وقد استخدم ما تبقى من قوته ليرسل رسالة إلى ناروتو والتي يشرح فيها لناروتو كيف يمكن له أن يهزم بين. شعر كيشيموتو أنه أبلى بلاءً حسنًا بهذه اللحظات الأخيرة للشخصية. وقد علَّق على هذه العلاقة - أي التي بين ناروتو وجيرايا - أنها المفضلة لديه من بين كل علاقات المعلمين بتلاميذهم في السلسلة، ذاكرًا أن رسم التفاعلات بينهما كان "يستحق العناء"  جيرايا كان أحد أكثر الشخصيات التي تردد صداها مع المؤلف إلى جانب ناروتو وساسكي أوتشيها وهاكو.
في كوميك-كون نيويورك 2015، حين سُئل كيشيموتو عن شخصيته المفضلة بجانب ناروتو، فأجاب بجيرايا. وبسبب تفضيلات المعجبين، قد رسم كيشيموتو رسمة لجيرايا أمام الجمهور في الحدث. وصرح أنه شعر بالحنين لأنها كانت المرة الأولى منذ فترة أن يرسم جيرايا أو أي شخصية أخرى من السلسلة. مع ذلك، فإن كيشيموتو لم يتذكر كيف يرسم جيرايا في أول الأمر، ولذلك استلهم الرسمة من شخص كان يتنكر بهيئة جيرايا. وبعدما سُئِل أي شخصية قد يختار أن يحكي القصة من منظورها بدلاً من ناروتو إن سنحت الفرصة، اختار جيرايا من ضمن قائمة بشخصيات أخرى. وقد شرح ذلك بأن جيرايا لم يكن واسع المعرفة حينما كان صغيرًا، ويشعر بأن هذا الجانب كان سيصنع تناقضًا مثيرًا بشخصية جيرايا البالغ والتي حد تعبيره "ليس مغرورًا ولكنه واثق أكثر من اللازم وعاصف وماهر للغاية" وأن القصة التي ستقدم تطور جيرايا كانت لتصبح ممتعة "برسمها". وذكر كيشيموتو أن التقنيات كانت قيد التطوير حين كان جيرايا صغيرًا، وأنه شعر أن هذا سيكون موضوعًا شيقًا في السلسلة. وقد أدى صوت شخصية جيرايا في النسخة اليابانية من مسلسل الأنمي هوتشو أوتسوكا، في حين أن محمد خير أبو حسون قد أدى دور الشخصية في النسخة المعربة.

## الظهور

### في ناروتو
جيرايا هو نينجا من قرية الورق المخفية وكان معلمه هو الشهاب - قائد القرية - الثالث هيروزين ساروتوبي. أصبح لاحقًا ما يعرف باسم "ناسك العلاجيم" لأنه تدرب على يد الناسك العلجوم الكبير في فن الناسك (仙術 سِنجِتسو، حرفيًا "تقنيات الناسك") مما جعله قادرًا على استدعاء العلاجيم حلفاءً له في المعارك، في حين أن ناروتو نعته "بالناسك المنحرف" حين قابله. تنبأ الناسك العلجوم الكبير لجيرايا بأن طفلاً سيتلمذ على يده إما سينقذ العالم أو سيدمره. حينما كبر، أُطلق عليه وعلى زميليه - أوروتشيمارو وتسونادي - لقب السانين الأسطوريين بفضل قدراتهم النموذجية والتي نجتهم في قتال ضد هانزو - ديكتاتور قرية المطر المخفية - أثناء حرب النينجا العظمى الثانية. بعدئذٍ، قابل جيرايا ثلاثة أيتام من قرية المطر صبيان يدعيان ناغاتو وياهيكو وفتاة تدعى كونان، فتكفل بهم جيرايا ودربهم على فنون النينجتسو ليتمكنوا من حماية أنفسهم قبل أن يعود إلى بلد النار. حينئذٍ، ظن جيرايا أن فتى النبوءة هو ناغاتو.
لاحقًا في حياته، كان يسافر جيرايا تاركًا وطنه - مع أنه ظل وفيًا له - ليستكشف العالم. لاحقًا، أصبح جيرايا معلمًا لميناتو ناميكازي - الشهاب الرابع لاحقًا - والذي مات لاحقًا أثناء معركته ضد الثعلب ذي الذيول التسعة والذي ختمه داخل ابنه الرضيع ناروتو أوزوماكي. ويظهر بعدئذٍ جيرايا بشكل متقطع، ويعود إلى قرية الورق بعد غيابات طويلة للتبليغ عن معلومات عرفها خلال ترحاله. أثناء ظهوره المبكر في الجزء الأول من السلسلة، يشغل جيرايا وقته بتدريب ناروتو، ويعلمه قدراته الخاصة ويحاول مساعدته في التحكم بالثعلب كوراما. حين مات معلمه هيروزن - الذي كان قد عاد إلى منصبه بعد وفاة ميناتو - أثناء غزو أوروتشيمارو، عُرض على جيرايا منصب الشهاب. ومع ذلك، فإن تفكير جيرايا في عجزه عن منع أوروتشيمارو أن يصبح مجرمًا يجعله غير جدير بمسؤولية كهذه وبدلاً من ذلك يبحث عن تسونادي لتتقلد هي المنصب بدلا منه، وهي مهمة نجح في تحقيقها. بعد المحاولة المعيبة من ناروتو لإعادة ساكسي إلى القرية، فقرر جيرايا اصطحاب الفتى لسنتين ونصف من التدريب لجعله أقوى حتى يتمكن من إعادة ساسكي وحمايته من منظمة الأكاتسكي.

أثناء المعركة مع ناغاتو وهو في طور الناسك

في الجزء الثاني، عاد جيرايا لإخبار كاكاشي هاتاكي وياماتو بشأن الخطر الذي قد يمثله ناروتو إن سيطر عليه الثعلب ذي الذيول التسعة وأخبرهما أن حظي بلحظات كانت تقترب من الموت حين استخدم الفتى كِسرة من قوة كوراما. لمنع ناروتو من المشاركة في مهام الفريق السابع المرتبطة بساسكي، عرض جيرايا أن يدربه مرةً أخرى واصطحبه إلى قرية الينابيع المخفية. بعد ائتمان ناروتو على مفتاح ختم كوراما، شرع جيرايا في التحقيق بشأن قائد الأكاتسكي المسمى بين. تقوده تحقيقاته إلى قتال مع بين، والذي يجعله يدرك أنه ناغاتو مستخدمًا جثة ياهيكو وخمسة من النينجا الآخرين قد قابلهم أثناء ترحاله. في نهاية المعركة، أثناء تفكيره في حياته، أدرك جيرايا أن ناروتو هو الصبي المذكور في النبوءة. بسبب هذا، وتذكره لأن روايته الأولى جعلت من ميناتو يسمى ابنه البكر تيمنًا ببطل كتابه، استجمع جيرايا قواه ليرسل رسالة عن قوى مسارات ناغاتو إلى ناروتو وبقية قرية لورق لتحذيرهم. وحين أجهز بين على جيرايا، استنتج جيرايا أن ناروتو هو البطل.

### في وسائط أخرى
ظهر جيرايا في فيلمين من أفلام ناروتو هما ناروتو شيبودن: الروابط (2008) وناروتو شيبودن: إرادة النار (2009). وشخصية جيرايا قابلة للعب في معظم ألعاب ناروتو، ومن بينها سلسلة صدام النينجا وسلسلة البطل المطلق وسلسلة طريق النينجا. في لعبة البطل المطلق الأولى (2003)، تظهر الشخصية فقط حين يطلبها ناروتو للمساعدة في أداء تقنياته الخاص. في سلسلة طريق النينجا، يمكن التحدث إلى شخصيته للسؤال عن معلومات أو دعم. وفي البطل المطلق 2 (2004)، يمكن اللعب بالشخصية ولديها عدة أشكال مختلفة من الراسينغان وتقنيات النار وتقنيات استدعاء العلاجيم. وفي طريق النينجا 2 (2006)، هي ليست مجرد شخصية في القصة، ولكن شخصية "سرية" يمكن الحصول عليها لتُضاف إلى الفريق.

## الاستقبال
ظهر جيرايا في العديد من استطلاعات الرأي في مجلة شونن جمب الأسبوعية. في الاستطلاعين الثاني والثالث، جاء من ضمن العشرة الأوائل في الترتيب. في الاستطلاع الرابع، جاء في المركز الحادي عشر. في الاستطلاع الأخير الذي أُجري في 2011، جاء جيرايا في المركز السادس عشر. البضائع الممثلة لجيرايا كانت قد أُصدرت، منها تماثيل الشخصية وحمالات المفاتيح وعصابات الرأس المشابهة لعصابة رأسه. مؤدية صوت ناروتو اليابانية جونكو تاكيوتشي تذكرت علاقة جيرايا القوية بناروتو حينما كانت تقرأ نص الأخير: ناروتو الفيلم.
أشاد العديد من نقاد المانغا والأنمي وألعاب الفيديو بشخصية جيرايا. اعتبر ديفي جونس من أكتيف أنمي أن تدريب جيرايا مع ناروتو كان ارتياحًا هزليًا جيدًا وصرح أن الشخصيتين متشابهتان. أشاد جاستن ريتش من أنميون دي في دي بطريقة تقديم جيرايا في السلسلة، واصفًا إياه بالشخصية المرحة. علق جيسون فان هورن من آي جي إن على علاقة جيرايا بناروتو، وقد كتب أنهما يتشاركان الكثير. رأى مات شينغلتن أن جيرايا هو "أعظم شخصية ابتكرها ماساشي كيشيموتو على الإطلاق في هذه السلسلة" واستطرد قائلًا أنه "بجانب حقيقة أن يملئ نمط المنحرفين في القصص المصورة، فإنه من أقوى الشخصيات في السلسلة وهو كل شيء عنه يوحي بالخشونة وعدم القدرة على التنبؤ". أشاد جيسون طومسون بنمط الناسك بالشخصية، وعلق أنه مادةً خام جيدة للتنكر. كما أعرب عن صدمته بموت الشخصية أثناء قتاله لشخصية بين، إذ كان يعده شخصًا متعاطفًا. وجد هيروشي ماتسوياما أن موت جيرايا كان له تأثيرًا كبيرًا على عمله بتصميم ألعاب ناروتو بسبب عمله السابق بسلسلة .هاك إذ لم يكن موت الشخصيات موجودًا في السرد باستثناء هارولد الذي كان ميتًا مسبقًا بالسلسلة.
في 2010، نشرت شوئيشا أول رواية كتبها جيرايا، والتي استوحاها من تلميذه ناغاتو وشجعت تلميذه الآخر ميناتو وزوجته كوشينا في تسمية ابنهما باسم بطل هذه الرواية "ناروتو". اسم الرواية هو ناروتو: حكايات النينجا العاصف (Naruto―ナルト―ド根性忍伝 ناروتو: دوكونجو نيندن) وتحكي قصة شخصية ناروتو موساسابي. في الرواية، يسعى ناروتو لملاحقة رفيقه السابق رينجي مومواشي وتكشف مؤامرة غامضة حول مصير قرية قريبة. في 2015، نشرت شوئيشا رواية جيرايا الثانية "ناروتو: حكاية الشينوبي نقي القلب" (Naruto -ナルト- ド純情忍伝 ناروتو: دوجونجو نيندن) والتي تحكي عن معركة بين مقاتلين يبدو أنهما على علاقة ما ببعضهما البعض.